# Nätvalv

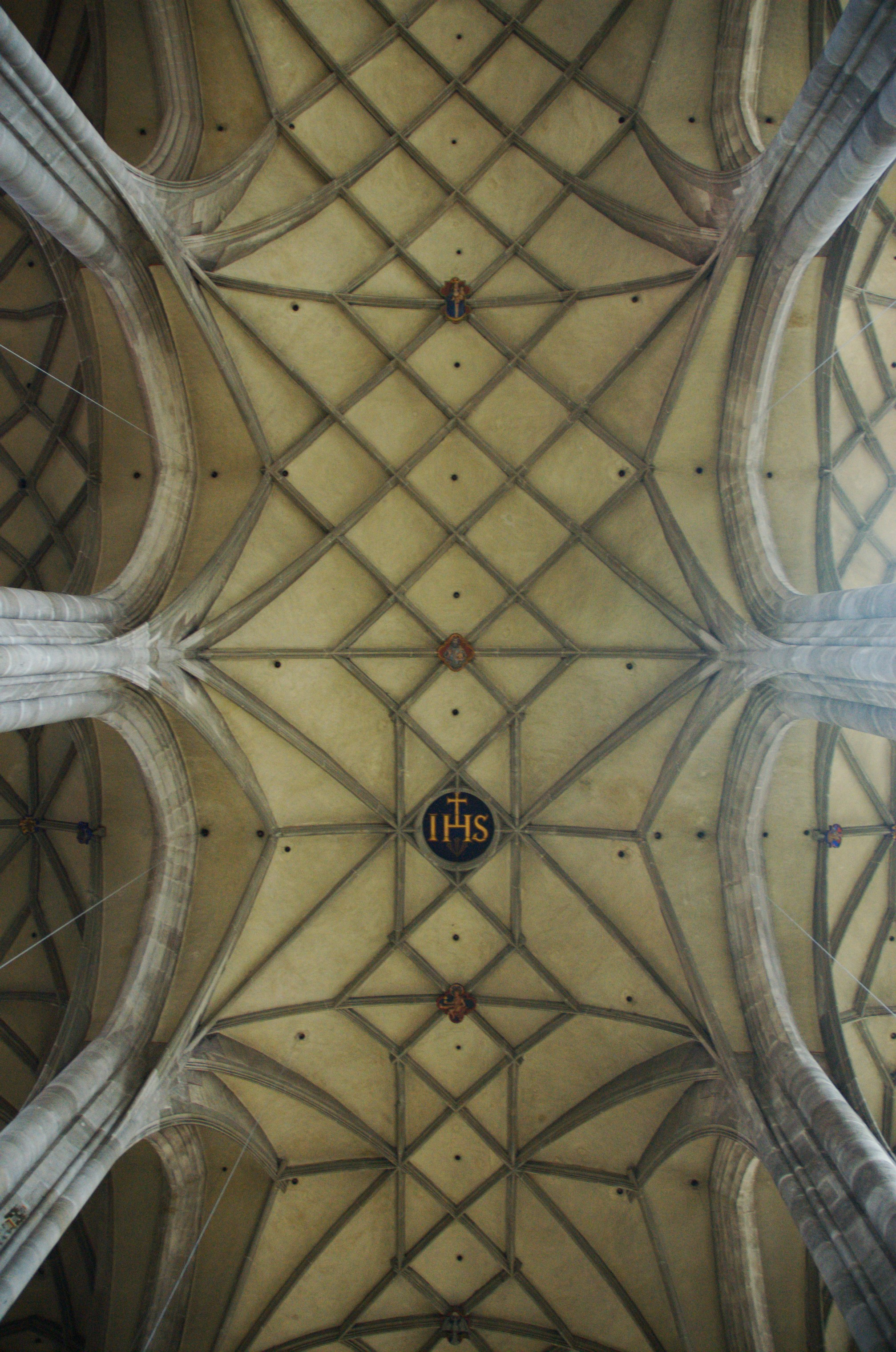
Nätvalv med IHS i Dinkelsbühl

Nätvalv är ett valv med stort antal ribbor.